# Pietro Gandolfi
Pietro Gandolfi (Parma, 21 april 1987) is een Italiaans autocoureur.

## Carrière

### Formule Renault
Gandolfi begon zijn kartcarrière toen hij 13 jaar was en kartte vier jaar. In 2004 werd hij race-instructeur op de Henry Morrogh Motor School in Perugia, waar hij voor het eerst in een Formule Renault 1.6-auto reed.
In 2006 nam Gandolfi deel in 5 races van het Italiaanse Formule Renault-kampioenschap. Het jaar daarop stapte hij over naar de gelijkwaardige Zwitserse variant, waar hij als 21e finishte. In 2007 bleef hij hier, maar werd dit jaar 26e.

### Formule 2
Gandolfi tekende om te rijden in de vernieuwde Formule 2 in 2009. Hij reed in auto #9, maar behaalde geen punten en eindigde als 27e en laatste in het kampioenschap.

## Formule 2-resultaten
| Jaar | 1      | 2      | 3       | 4       | 5      | 6      | 7      | 8       | 9       | 10     | 11     | 12     | 13      | 14      | 15      | 16     | Rang | Punten |
| ---- | ------ | ------ | ------- | ------- | ------ | ------ | ------ | ------- | ------- | ------ | ------ | ------ | ------- | ------- | ------- | ------ | ---- | ------ |
| 2009 | VAL 20 | VAL 22 | BRN Ret | BRN Ret | SPA 14 | SPA 17 | BRH 18 | BRH Ret | DON Ret | DON 15 | OSC NC | OSC 22 | IMO Ret | IMO Ret | CAT Ret | CAT 20 | 27e  | 0      |